# Новоселець (Криж)
Новоселець (хорв. Novoselec) — населений пункт у Хорватії, у Загребській жупанії у складі громади Криж.

## Населення
Населення за даними перепису 2011 року становило 1 362 осіб.
Динаміка чисельності населення поселення:

## Клімат
Середня річна температура становить 11,08 °C, середня максимальна – 26,01 °C, а середня мінімальна – -6,22 °C. Середня річна кількість опадів – 858 мм.
| Клімат поселення                              | Клімат поселення | Клімат поселення | Клімат поселення | Клімат поселення | Клімат поселення | Клімат поселення | Клімат поселення | Клімат поселення | Клімат поселення | Клімат поселення | Клімат поселення | Клімат поселення | Клімат поселення |
| Показник                                      | Січ.             | Лют.             | Бер.             | Квіт.            | Трав.            | Черв.            | Лип.             | Серп.            | Вер.             | Жовт.            | Лист.            | Груд.            |                  |
| Середній максимум, °C                         | 6,45             | 8,66             | 13,24            | 17,64            | 22,89            | 26,01            | 25,14            | 24,41            | 20,36            | 15,21            | 9,60             | 5,40             |                  |
| Середня температура, °C                       | 0,11             | 2,30             | 6,89             | 11,29            | 16,55            | 19,67            | 21,14            | 20,41            | 16,35            | 11,22            | 5,60             | 1,41             |                  |
| Середній мінімум, °C                          | −6,22            | −4,02            | 0,56             | 4,96             | 10,22            | 13,34            | 17,14            | 16,41            | 12,35            | 7,22             | 1,62             | −2,59            |                  |
| Норма опадів, мм                              | 51               | 49               | 57               | 66               | 77               | 91               | 78               | 81               | 77               | 80               | 86               | 65               |                  |
| Середньомісячна швидкість вітру, м/с          | 1.90             | 2.10             | 2.50             | 2.40             | 2.20             | 2.00             | 2.00             | 1.80             | 1.80             | 1.89             | 1.91             | 1.91             |                  |
| Середньомісячна сонячна радіація, кДж/м²·день | 4198             | 6922             | 10693            | 15214            | 19381            | 21252            | 22406            | 19560            | 14433            | 8862             | 4649             | 3384             |                  |
| --------------------------------------------- | ---------------- | ---------------- | ---------------- | ---------------- | ---------------- | ---------------- | ---------------- | ---------------- | ---------------- | ---------------- | ---------------- | ---------------- | ---------------- |
| Джерело:                                      |                  |                  |                  |                  |                  |                  |                  |                  |                  |                  |                  |                  |                  |